# Indonesische parlementsverkiezingen 1971
De parlementsverkiezingen in Indonesië in 1971 waren verkiezingen in Indonesië voor de Volksvertegenwoordigingsraad. Zij vonden plaats op 3 juli 1971. De verkiezingen werden met overmacht gewonnen door Golkar, de beweging van president Soeharto.

## Achtergrond
De eerste verkiezingen in Indonesië na de onafhankelijkheid hadden plaatsgevonden in 1955. Er waren daarna plannen geweest voor nieuwe verkiezingen, maar tijdens de periode van geleide democratie onder Soekarno hadden die geen doorgang gevonden. Na de overgang richting de Nieuwe Orde van president Soeharto had het Tijdelijke Raadgevend Congres (MPRS) in 1968 vastgelegd dat er uiterlijk 5 juli 1971 verkiezingen gehouden zouden moeten worden.
President Soeharto zelf had een militaire achtergrond en was geen lid van een politieke partij. Hij realiseerde zich echter dat een nieuwe gekozen Volksvertegenwoordigingsraad zijn positie als president, en eventuele herverkiezing, kon beschadigen. Hij moest zich daarom aansluiten bij een politieke partij om zelf aan de verkiezingen te kunnen deelnemen. Hij dacht in eerste instantie aan de Indonesische Nationale Partij, maar koos uiteindelijk voor Golkar, een samenwerkingsverband van 'functionele groepen' inclusief vakbonden, beroepsorganisaties en andere belangengroepen opgericht in de periode van geleide democratie. Door het regime van Soeharto werd duidelijk gemaakt dat Golkar géén politieke partij was, maar desondanks deed de groep mee aan de verkiezingen.

## Tactieken

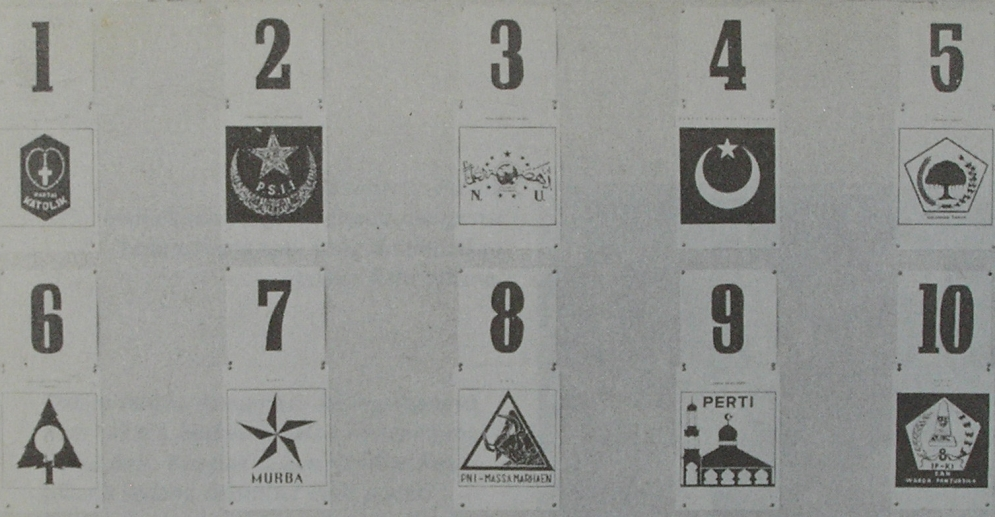
Logo's en lijstnummers bij de verkiezingen van 1971

Sinds de vorige verkiezingen in 1955 waren meerdere grote politieke partijen verboden. In 1960 werden de islamitische partij Masjoemi en de socialistische PSI verboden door president Soekarno. Dit waren respectievelijk de tweede en achtste partij in 1955. Direct na de Supersemar in 1966 verbood Soeharto de Communistische Partij van Indonesië, die in 1955 de vierde partij was. In de aanloop van de verkiezingen van 1971 werden ook de overgebleven oppositiepartijen verder verzwakt. Zo werd van de islamitische partij Parmusi, een opvolger van Masjoemi, een groot deel van de voorgestelde kandidaten niet goedgekeurd door het regime van Soeharto. Ook de PNI, in 1955 nog winnaar van de verkiezingen, werd dwarsgezeten. Door deze tactieken van Soeharto en zijn beweging Golkar bleef Nahdlatul Ulama in de praktijk als enige serieuze oppositiepartij over. Een overwinning voor Golkar werd verder verzekerd doordat ambtenaren verplicht werden op deze beweging te stemmen.

## Uitslagen
| Partij | Partij                                                              | Stemmen    | Percentage | Zetels |
| ------ | ------------------------------------------------------------------- | ---------- | ---------- | ------ |
|        | Golkar                                                              | 34.348.673 | 62,82      | 236    |
|        | Nahdlatul Ulama (NU)                                                | 10.213.650 | 18,68      | 58     |
|        | Indonesische Nationale Partij (PNI)                                 | 3.793.266  | 6,93       | 20     |
|        | Parmusi                                                             | 2.930.746  | 5,36       | 24     |
|        | Indonesische Islamitische Vereniging Partij (PSII)                  | 1.308.237  | 2,39       | 10     |
|        | Indonesische Christelijke Partij (Parkindo)                         | 733.359    | 1,34       | 7      |
|        | Katholieke Partij                                                   | 603.740    | 1,10       | 3      |
|        | Islamitische Onderwijsbeweging (Perti)                              | 381.309    | 0,69       | 2      |
|        | Bond van Ondersteuners van de Indonesische Onafhankelijkheid (IPKI) | 338.403    | 0,61       | 0      |
|        | Murba                                                               | 48.126     | 0,08       | 0      |
| Totaal | Totaal                                                              | 54.669.509 | 100,00     | 360    |

## Gevolgen
De verkiezingsoverwinning versterkte de positie van president Soeharto en zijn Ontwikkelingskabinet I. Soeharto werkte vervolgens aan het nog verder verzwakken van de oppositie en in januari 1973 gaf hij de opdracht om alle oppositiepartijen samen te voegen in twee partijen: de islamitische partijen Nahdlatul Ulama, Parmusi, Indonesische Islamitische Vereniging Partij (PSII) en Perti werden gefuseerd in de Verenigde Ontwikkelingspartij (PPP) en de nationalistische, niet-islamitische partijen Murba, Indonesische Christelijke Partij (Parkindo), Katholieke Partij, Indonesische Nationale Partij en IPKI werden opgenomen in de Indonesische Democratische Partij (PDI). Vervolgens werd op basis van de nieuwe verhoudingen in het parlement in maart 1973 het Ontwikkelingskabinet II geformeerd. Bij de volgende verkiezingen tijdens de gehele periode van de Nieuwe Orde deden naast Golkar alleen de twee nieuw geformeerde oppositiepartijen PPP en PDI mee: in 1977, 1982, 1987, 1992 en 1997.